# Tomosvaryella deserticola
Tomosvaryella deserticola är en tvåvingeart som beskrevs av Kuznetzov 1993. Tomosvaryella deserticola ingår i släktet Tomosvaryella och familjen ögonflugor.
Artens utbredningsområde är Uzbekistan. Inga underarter finns listade i Catalogue of Life.